# Nørreby (Borre)
 For alternative betydninger, se Nørreby (Nordfyns Kommune).
Nørreby (tidligere kaldt Nørre Vestud) er en bebyggelse, der hænger sammen med Borre til én samlet landsby. Den ligger i Borre Sogn på Møn ca. 1 kilometer vest for det oprindelige Borre. Nørreby og Sønderby er sammenvoksede, skilt af Klintevej, og udstrakt vinkelret på denne vejs øst-vestlige retning.
Nørreby omtales omkring 1370 (Nørre Westhud), 1395 (Westadh) og 1434 (Westædh). Landsbyen udskiftedes i 1803.
Borre præstegård fra 1928 ligger i Nørreby. Her lå også en mølle (Vingårdsmølle), et fattighus og en forskole (fra 1909).